# Pangolin à courte queue
Manis pentadactyla
Espèce
Statut de conservation UICN

 CR A2d+3d+4d : 
En danger critique
Statut CITES
Le Pangolin à courte queue ou Pangolin de Chine (Manis pentadactyla). est une espèce de mammifères de la famille des Manidae. Il vit en Asie orientale et du Sud-Est.
C’est un animal au corps allongé, couvert d’écailles kératineuses, qui vit dans des dizaines de terriers répartis sur son territoire. Il chasse la nuit les fourmis et les termites qu’il attrape avec sa langue très longue et gluante.
Le Pangolin de Chine est actuellement classé par IUCN comme une espèce en « danger critique d’extinction ». Le déclin des populations tient à une chasse et à un braconnage excessifs, stimulés par les demandes des pharmacopées traditionnelles chinoises, vietnamienne et coréenne. Une tradition culinaire de la Chine du Sud et du Vietnam, de consommer de la viande de la faune sauvage, pour des raisons de santé et pour « réchauffer » (sous-entendu « la vigueur sexuelle »), porte aussi une lourde responsabilité.

## Dénomination

### Étymologie
Le nom de genre Manis vient du latin Mânes « esprit des morts, fantôme » en raison des mœurs nocturnes du pangolin. L’épithète spécifique penta.dactyla vient du grec πεντα penta « cinq » et δακτυλος  daktulos « doigt », réfère aux cinq doigts de l’animal.
En français, le nom commun pangolin vient d’un mot malais penggoling, signifiant « celui qui s’enroule ». En malais moderne, c’est teggiling. Le terme a été introduit en français par Buffon dans son Histoire naturelle (tome X) en 1763.

### Histoire de la nomenclature
Carl Linné a donné le nom de Manis pentadactyla à l’espèce en 1758 dans Systema naturae. Il l’a classé dans l’ordre des Bruta à côté des éléphants, des lamantins, paresseux et tamanoir (fourmilier), auxquels il rajoutera en 1766 les tatous. L’anatomiste Vicq d’Azyr les met en 1792 dans l’Ordre des Édentés (sans les éléphants, éliminés par Storr). Cuvier en 1798 distingue parmi les Édentés, I. Fourmiliers II. Oryctérope III. Tatous IV. Paresseux. Les premiers se décomposent en fourmiliers couverts de poils (tamanoirs), les fourmiliers épineux (Echidna) et les fourmiliers écailleux ou pangolins (Manis pentadactyla L. et M. tetradactyla L.).
Au début du XXe siècle, le zoologiste germano-néerlandais Weber pour regrouper à part les pangolins dans un ordre qui leur soit propre, crée l’ordre des Pholidota, sous le superordre des Edentata qui comprend aussi les Xenarthra, regroupant tatous, paresseux et fourmiliers. L’homogénéité des Edentata ne cessa pourtant pas de susciter des débats.
La séparation des Pangolins et des Xenarthra fut encore renforcée par les analyses d’ADN menées à partir de 1985 qui rapprochèrent les pangolins des carnivores. Une étude de O’Leary et al. (2013) a clairement établi les relations entre les ordres des mammifères vivants et fossiles en construisant un arbre phylogénétique étalonné avec des fossiles. Les pangolins (Pholidota) sont proches des Carnivora (loups) mais très éloignés des Xenarthra.

## Sous-espèces
On compte 3 sous-espèces, basées sur les différences morphologiques :
- le pangolin à queue courte de Taiwan (Manis pentadactyla pentadactyla) ;
- le pangolin à queue courte du Népal (Manis pentadactyla aurita) ;
- le pangolin à queue courte du Hainan (Manis pentadactyla pusilla).

## Caractéristiques

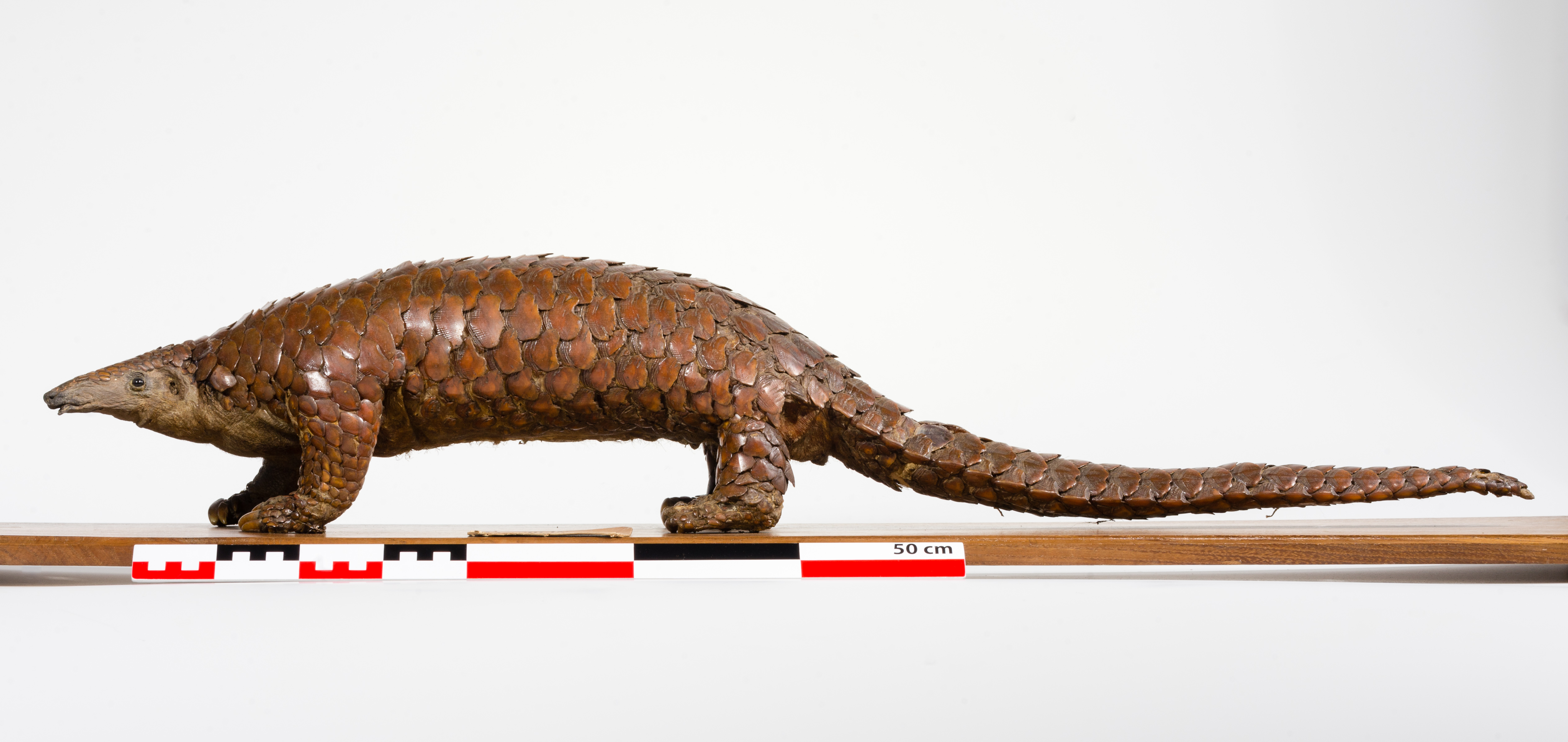
Manis pentadactyla, de forme fuselée
(taxidermie de la collection de zoologie de l’Université de Rennes)

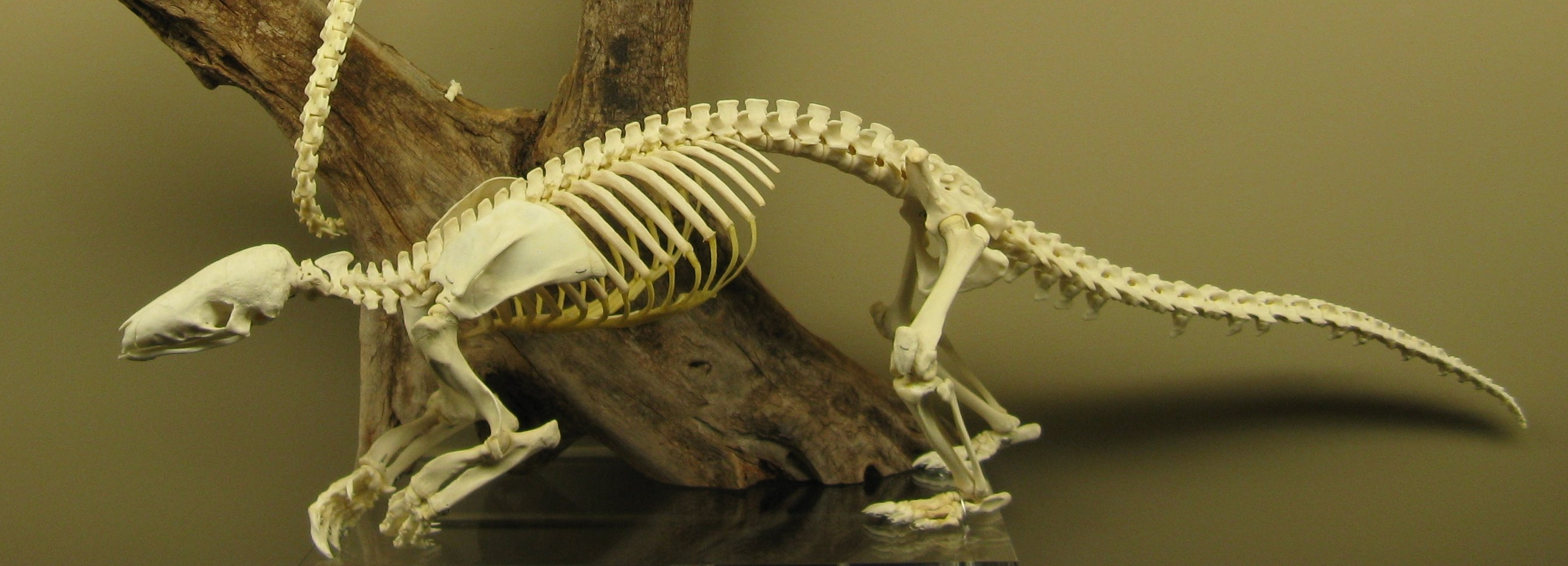
Squelette du Pangolin de Chine

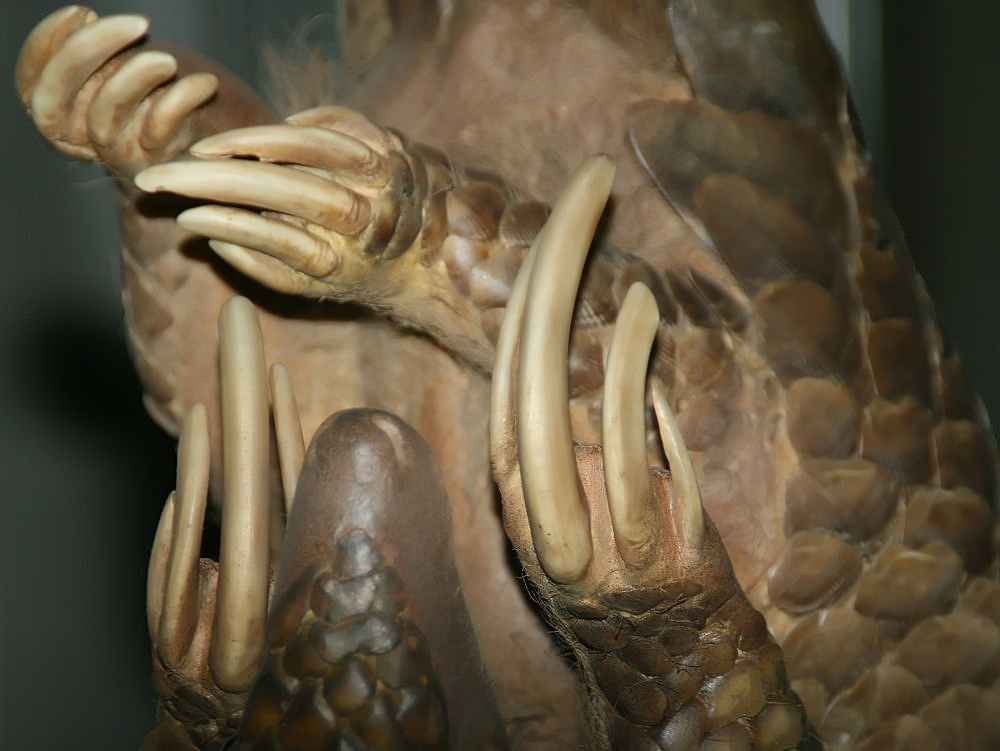
Cinq grandes griffes dont la 3e la plus puissante

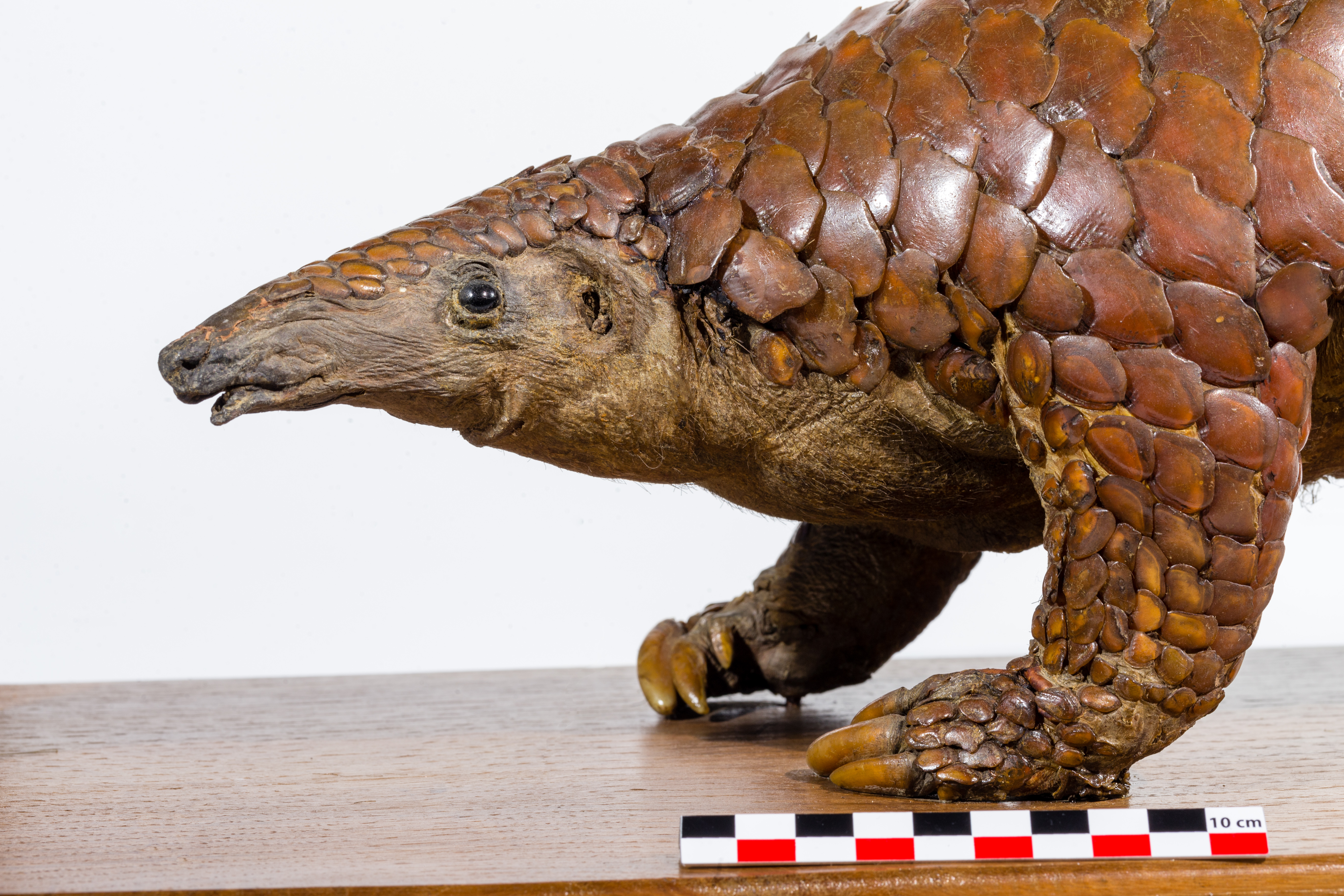
Tête conique du Pangolin est dans le prolongement du corps

Les caractéristiques principales du Pangolin de Chine sont :
- Taille : jusqu’à 89 cm de longueur totale (corps + queue)
- Queue : 40 cm, soit moins de la moitié du corps, c’est aussi la longueur maximum de la langue
- Poids : de 3 à 5 kg, mais certains individus peuvent atteindre 8 kg
- Écailles : des écailles kératineuses couvrent le corps. De 40-50 mm de diamètre, elles croissent sans arrêt à partir de la peau et s’usent sur les bords.
- Denture : édenté

Le corps est allongé, fuselé, adapté à la vie souterraine. Les mâles sont 30 % plus gros que les femelles.
Les écailles couvrent la surface dorsale de la tête et du dos, l’extérieur des membres et de la queue. En tout, il y en a de 520 à 580 écailles, soigneusement empilées comme des ardoises. Faites de kératine (comme les ongles et les cheveux humains), elles sont de couleur brun foncé, jaune brune ou gris sombre. Des poils épais comme des soies poussent à leur base. Seuls le museau, la face ventrale du tronc et l’intérieur des membres en sont dépourvues.
La tête est conique et le museau court — une adaptation à la vie dans des galeries souterraines. La peau faciale est grise jaunâtre. Comme tous les pangolins, l’espèce n’a pas de dents. Il a une langue longue (de 16 à 40 cm) et fine, couverte de salive gluante. Elle s’étend et se rétracte rapidement pour collecter une proie. Rétractée, elle est pliée dans une poche située dans la gorge. Les pavillons des oreilles sont proéminents, les plus gros de toutes les espèces de pangolin.
L’estomac comporte deux compartiments, un premier servant de lieu de stockage et représentant 80 % du total, un second assurant la fonction de mastication, pour écraser les insectes vivants absorbés. Des parois musculaires épaisses équipées d’épines kératineuses, ainsi que des pierres absorbées, servent à broyer les proies.
Les quatre membres sont robustes, chacun doté de cinq doigts munis de grosses griffes acérées. La griffe du troisième doigt est la plus puissante, la première et cinquième griffes sont petites et essentiellement vestigiales.
Des glandes anales produisent une odeur musquée. Les pangolins de Chine émettent une odeur repoussante lorsqu’ils se sentent agressés et pour marquer leur territoire. Les mâles ont un pénis bien développé mais les testicules ne descendent pas dans le scrotum, elles résident dans un pli de peau dans l’aine. Les femelles ont deux mamelles pectorales.

## Écologie
Le Pangolin de Chine creuse des terriers pour s’abriter et pour chercher ses proies. Des mesures de télémétrie effectuées à Taiwan, ont permis d’évaluer un domaine vital des mâles allant de 70 à 96 ha et des femelles de 24 à 30 ha. Le domaine d’un mâle peut recouper plusieurs domaines de femelles, ce qui suggère une structure sociale polygyne. L’espèce préfère creuser ses terriers d’habitation sur de fortes pentes (de 30 à 60°) qui reçoivent directement le soleil.
Il y a deux types de terrier : ceux pour résider et ceux pour se nourrir. Les terriers pour se nourrir sont moins grands que ceux pour résider. En Chine du Sud et à Taiwan, il a été observé que les terriers d’hiver sont plus longs (de 1 à 3 m) que ceux d’été (de 0,3 à 1 m). Ce qui peut être mis en relation avec leurs proies. En hiver, le pangolin de Chine consomme au moins deux espèces de termites dont la Macrotermes barneyi, dont le nid est situé à 2 m sous la surface l’hiver, et juste sous la surface (15-50 cm) l’été.
Au sud de Taiwan, le pangolin mâle possède de 72 à 83 terriers d’habitation et la femelle de 29 à 39. Ils sont utilisés durant 2 à 3 jours de suite durant la saison sèche (novembre-avril) mais seulement une fois durant la saison humide (juin-octobre). En Chine du Sud, dans la province de Canton, les pangolins utilisent le même terrier pendant 9 à 15 jours avant d’en changer.

## Comportement

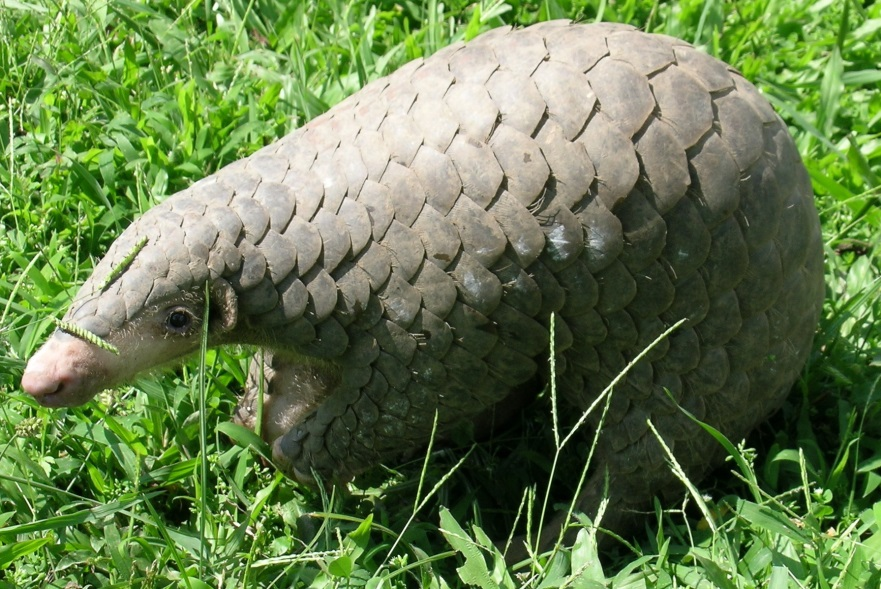
Manis pentadactyla

L'animal est un insectivore nocturne. Il passe la majorité de la journée à dormir ou se reposer dans son terrier et sort le soir ou la nuit pour chasser. En Chine continentale, il se nourrit de fourmis en été et de termites en hiver. Il consomme aussi bien leurs œufs, leurs larves et que les imagos. À Taiwan, on observe aussi des fluctuations saisonnières du régime alimentaire. Durant la saison humide de juin à octobre, le pangolin à courte queue consomme presque deux fois plus d’insectes qu’à la saison sèche (novembre-avril), avec la proportion de fourmis allant de 56 % à 98 %. En saison humide, la diversité des espèces et l’abondance des fourmis est significativement plus grande ; elle correspond à un accroissement du poids de l’animal.
C’est un quadrupède marchant sur ses deux pattes arrière, la tête levée, le dos courbé et les pattes avant repliées. Quand il chasse, il marche lentement et s’arrête régulièrement pour humer l’air ou le sol, sa faible vue l’obligeant de s’appuyer sur l’olfaction pour localiser les proies.
Une fois qu’il a trouvé un nid de fourmis ou une termitière, il le creuse de ses pattes avant, en s’appuyant fermement sur ses pattes arrière et éventuellement sur sa queue. Les nids de fourmis sont vite éventrés, le pangolin sort alors sa longue langue et lape les fourmis. Accéder à un nid de fourmis ou de termites peut nécessiter de creuser un tunnel qui pourra éventuellement servir d’abri.
Il fouille le sol à l'aide de son long nez allongé et possède des griffes qui lui permettent d'éventrer les fourmilières.
Grâce à sa langue, il est capable d'avaler plus de 80 fourmis en une minute.
Quoique principalement terrestre, le pangolin est capable de grimper par exemple pour chasser une espèce arboricole. C’est aussi un nageur habile. Quand il perçoit un danger, il s’arrête soudain, fuit ou se roule en boule.

## Reproduction
Ordinairement solitaires, les individus se rencontrent uniquement quand les femelles sont en œstrus. Autrement, la femelle reste avec son petit jusqu’à ce qu’il devienne indépendant. Les accouplements ont lieu au printemps et en été (de février à juillet) et les femelles mettent bas en automne et au début du printemps. Cependant, une étude menée dans l’Est de Taiwan rapporte que les mâles visitent les terriers des femelles de décembre à mai, et restent avec les femelles de 2 min à 24 h. La gestation dure de 6 à 7 mois durant laquelle la femelle prend du poids et voit ses glandes mammaires gonfler. Un seul petit naît, rarement deux. Quand il a faim, il cherche un téton de sa mère. Celle-ci l’enserre étroitement sur sa poitrine en ne laissant exposer que sa tête.
Les premières semaines, le jeune est laissé dans le terrier lorsque sa mère sort chasser. Plus tard, il l’accompagne en se fixant sur la base de sa queue. Au bout de 11 semaines, le jeune commence à sortir du terrier. Il sort chasser vers 4 mois. Le sevrage a lieu à l’âge de 5-6 mois quand le jeune pèse 2 à 3 kg. Les femelles deviennent sexuellement mature à un an, un an et demi.
La durée de vie à l’état sauvage est inconnue mais en captivité, les individus peuvent vivre plus de 20 ans.

## Population
Jadis commun en Chine, la population de pangolins de Chine a considérablement décliné entre 1960 et 1990 en raison d’une surexploitation. Wu et al. a établi une diminution de 94 % de la population durant ces trois décennies. Il est probable que l’espèce a été extirpée des provinces du Jiangsu, Henan et Shanghai. Yang et al. estiment qu’en Chine orientale (Fujian, Jiangxi, Zhejiang) l’aire de l’espèce s’est contractée de 52 % entre 1970 et 2000. Les populations se limitent aux monts Wuyi au nord du Fujian.
À Taiwan aussi, l’espèce un temps commune a connu un déclin rapide dans les années 1950-1970 en raison de surexploitation. Les populations se sont rétablies depuis, et Taiwan (avec Hong Kong) représente probablement le seul lieu où les populations ne sont plus en déclin. La population totale est estimée à 15 000 individus.
Les populations de pangolins de Chine ont décliné partout dans l’Asie du Sud-Est et en Asie du Sud.
Au Bangladesh, les populations ont disparu dans certaines parties du Sud-Est, mais des populations isolées dans certaines parties des Chittagong Hill Tracts persistent.

## Aire de répartition

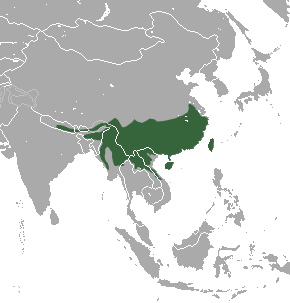
Aire de répartition du Pangolin de Chine

Cette espèce vit en Asie de l'Est et du Sud-Est. Elle est distribuée en Chine (essentiellement au sud du Yangzi Jiang), Taiwan (sauf à l’ouest), au Vietnam (Nord et Centre), Laos (Nord), de l’ouest du Myanmar jusqu’au nord-est de l’Inde, et le nord de l’Inde, le Bangladesh et Népal.
L’espèce est sympatrique (partage le même territoire) avec le Pangolin malais (M. javanica) en Asie du Sud-Est, et avec le Grand pangolin de l'Inde (M. crassicaudata) dans le sud du Népal et l’Inde du Nord-Est.

## Habitat
Le Pangolin à queue courte habite les forêts tropicales et subtropicales, les forêts de bambous, les forêts mixtes de conifères et feuillus. Il s'approche parfois des zones urbanisées, dans les prairies et les paysages agricoles.
Il apparaît dans un très large gradient d’altitudes, allant de moins de 100 m dans les collines de Taiwan jusqu’à 3 000 m dans l’est du Népal.

## Statut de conservation et menaces
Le Pangolin de Chine est classé dans la Liste rouge des espèces menacées de l’IUCN comme une espèce en « danger critique d’extinction ». Le déclin des populations tient à une chasse et un braconnage excessifs. Les motivations humaines poussant à une prédation importante de la faune sauvage ne sont plus le besoin de se nourrir (comme ce pouvait être avant 1970) ou le plaisir de déguster des mets fins puisque le pangolin possède des glandes anales qui produisent une odeur musquée repoussante. Les motivations semblent essentiellement liées à des traditions culturelles très anciennes, de marquer son identité culturelle en invoquant un savoir ancien et en consommant un mets réchauffant, voire stimulant la libido. De plus, le pangolin étant un mets très cher, c’est aussi le moyen d’afficher sa réussite sociale.
En 2016, le pangolin de Chine a été inclus dans l'Annexe I de la CITES, comme 6 autres espèces de pangolins qui cette année là sont passées de l'Annexe II à l'Annexe I qui en interdit généralement le commerce international. Ils rejoignent ainsi le pangolin de Temminck qui y était déjà.

### Médecine traditionnelle chinoise
Les écailles du Pangolin (en chinois chuanshanjia, 穿山甲) sont utilisées par la médecine traditionnelle chinoise (MTC) depuis le VIe siècle. Actuellement, début 2020, elles sont utilisées dans plus de 60 agents curatifs, produits et commercialisés par plus de 200 sociétés pharmaceutiques, selon un rapport de la fondation China Biodiversity and Green Development.
La première mention dans un ouvrage médical chinois se trouve dans le Bencao jing Ji Zhu《本草经辑注》 (500 EC) de l’alchimiste taoïste Tao Hongjing de la dynastie Liang - une version reconstituée et complétée de l’ouvrage de référence de matière médicale, le Shennong bencao jing. Tao Hongjing dit du pangolin « cet animal mange des fourmis, donc il guérit des fourmis ». Ce qui peut se comprendre, d'après les gloses ultérieures : les écailles de pangolins servent à guérir des piqûres de fourmis, car par le principe de sympathie mimétique, sur l’animal qui mange des fourmis, ses écailles le protègent des piqûres de celles-ci.
Les médecins et pharmacologues des siècles suivants vont régulièrement ajouter de nouvelles fonctions pour les écailles et comme ils travaillent beaucoup par compilation et citations d'autorité, la médecine traditionnelle chinoise va à l’époque moderne hériter d'une longue liste d’indications et fonctions. Nous en donnons un petit aperçu tiré de Shuang Xing, T. C. Bonebrake et al., 2020.
Durant la dynastie Tang, le Qianjin yaofang, 《千金要方》(682 EC) de Sun Simiao autre alchimiste taoïste, est le premier à introduire la soupe d’écailles de pangolin réduites en poudre, pour guérir le paludisme, les écailles réduites en cendre avec du saindoux pour réduire les infections occasionnées par des piqûres de fourmis, et des écailles accompagnées d’herbes pour expulser les esprits malfaisants.
Un autre ouvrage de la même époque, le Wai Tai Mi Yao 《外台秘药》(752 EC) est le premier ouvrage à indiquer les écailles pour stimuler la lactation chez les femmes allaitantes, un usage qui est toujours d’actualité.
Durant la dynastie Song, le Tai Ping Sheng Hui Fang 《太平圣恵方》(978 EC) ajoute l’usage pour débloquer les caillots sanguins et de favoriser la circulation sanguine. La pangolin étant un terrassier remarquable capable d’ouvrir des galeries souterraines dans des sols durs, les médicaments à base de ses écailles débouchent les vaisseaux sanguins et favorisent la circulation sanguine, ouvrent les canaux galactophores obstrués et permettent au lait maternel de s'écouler.
La plus grande figure de la pharmacopée chinoise, Li Shizhen a compilé méthodiquement tous ses prédécesseurs. Il reprend en particulier dans Bencao Gangmu 《本草纲目》la citation précédente de Tao Hongjing et donne un grand nombre de fonctions : éliminer les turgescences, décharger les purulences, draguer les canaux, stimuler la circulation du sang et la sécrétion de lait (par la femme allaitante).
De nos jours, débloquer les caillots sanguins, stimuler la circulation sanguine, et favoriser la lactation restent après 17 siècles, les applications principales des écailles de pangolin en Chine - constituées simplement de kératine, rappelons-le.
Les produits à base de pangolin ont aussi une grande variété d’applications associées avec les maladies gynécologiques et sont très utilisés pour traiter l’infertilité féminine. Il existe des pilules contenant de la poudre d’écailles de pangolin qui sont considérées favorables pour traiter l’obstruction des trompes de Fallope afin de traiter l’infertilité tubulaire. Les écailles sont utilisées dans le traitement du cancer de l’ovaire et du sein et des lymphomes.
La pharmacopée officielle de la République populaire de Chine contient toujours les écailles de pangolin (mars 2020). Il existe donc un marché légal des écailles en Chine. En 2007, le gouvernement chinois a promulgué des notifications sur l’usage des écailles pour s’assurer que les Pangolins de Chine sauvages n’entrent pas dans le commerce. Entre 2009 et 2015, le gouvernement chinois a libéré annuellement 26,6 tonnes d’écailles de ses réserves pour la MTC qui n'étaient légalement disponibles que dans 716 hôpitaux. La demande d’écailles étant très forte en Chine, les écailles non certifiées sont largement disponibles illégalement dans les pharmacies et les boutiques de médecine traditionnelle. Divers substituts ont été proposés (comme les sabots de cochons, de bovidés ou de cervidés ou des plantes) mais avec très peu de succès.
Le professeur Lao Lixing, de l’École de Médecine chinoise de l’Université de Hong Kong a déclaré lors d'une conférence de conservation que « beaucoup de plantes médicinales ont le même effets que les écailles de pangolin » et qu’il faut entre 5 et 9 g d’écailles par dose de remède, additionnées d’autres substances, pour traiter l’arrêt du lait maternel, la polyarthrite rhumatoïde, les plaies et furoncles. Il a expliqué que l’industrie de la MTC associe les qualités d’un ingrédient avec le comportement de l’animal : les pangolins « vont à travers le sol, aussi est-il pensé que [leurs écailles] vont à travers les vaisseaux » a dit le Prof. Lao en se référant au système des méridiens, à travers lesquels le flux de qi et de sang circule suivant la MTC.
Les écailles de pangolins sont aussi utilisées par la Médecine traditionnelle coréenne et vietnamienne. De grandes quantités d’écailles ont été importées en Corée durant les années 1980 et 1990. En médecine vietnamienne, les écailles de pangolin, sont recommandées pour stimuler l’énergie, améliorer la circulation sanguine, traiter les ulcères, faciliter la lactation des femmes.

### Utilisations alimentaires
Le Pangolin de Chine a été aussi consommée pour sa viande en Chine.
Dans ses Jilei bian 鸡肋编 « Chroniques des côtes de poulet » (1139 EC) le docteur Zhuang Chuo (1079-1149) relate une coutume de la province du Jiangxi de cuire le pangolin dans des ferments tirés de vin de riz fermenté. Cette viande était vendue dans la rue durant l’hiver. Sous les Qing, le peuple Miao en Chine du Sud-Ouest avaient l’habitude de sécher et fumer les pangolins pour les manger ultérieurement.
La Chine du Sud est depuis longtemps le centre d’une tradition populaire qui recherche les mets rares, les gibiers exotiques ou indigènes d’espèces peu communes. Les Cantonais sont réputés dans cet art gourmand pour la santé. Cette tradition vient de l’ « étude du manger thérapeutique » 药膳学 Yàoshàn xué. C’est une gastronomie savante qui allie pour la santé de ses adeptes des denrées à des matières médicales. Elle est basée sur les règles de la médecine traditionnelle chinoise et de la cuisine chinoise raffinée. Elle considère les remèdes comme des aliments et les aliments comme des traitements. Le but est de maintenir en bonne santé, de soigner ou de guérir. Les populations méridionales considèrent la viande de pangolin comme un aliment « chaud », bon à être consommé l’hiver pour chasser le « froid » du corps.
Autrefois dans le sud de la Chine, les animaux de la faune sauvage comme les pangolins et les civettes étaient couramment consommés en hiver. À Hong Kong dans les années 1960-1980, les colporteurs apportaient du gibier sauvage vivant dans les rues de Sham Shui Po, comme des hérons, des passereaux ou les serpents.
En consommant les animaux de la faune sauvage, les yewei, on s’approprie la force indomptable et féroce qui anime le monde sauvage. Dans la mentalité populaire, cette force est toujours associée à la vitalité, à la vigueur — sous-entendue la « vigueur sexuelle ». Or les raisonnements médicaux des médecines traditionnelles, dans tous les pays du monde avant l’émergence de la médecine scientifique aux XVIIe – XVIIIe siècles, utilisaient aussi les relations de sympathie et d’antipathie dans la nature pour trouver les propriétés médicinales de la matière médicale. En France, Guy Ducourthial a bien décortiqué le mode de fonctionnement de cette démarche dans la médecine européenne depuis l'Antiquité gréco-romaine jusqu’à l’époque moderne,. Le développement des techniques d’analyses chimiques a permis en Europe de passer de la matière médicale au principe actif, du quinquina à la quinine, de la digitale à la digitaline etc. En deux siècles, la médecine gréco-romaine, a été complètement laminée par la biochimie. Si la médecine traditionnelle européenne a été anéantie par la médecine moderne, ce n’est pas le cas des médecines traditionnelles asiatiques qui continuent à utiliser les matières médicales animales (comme l'atteste un rare texte critique d'un professeur de l'université de l'Anhui), tout en donnant à leur discours une apparence scientifique, en adoptant partiellement des formulations de biologie moderne.
Le gouvernement chinois a essayé de pallier ces difficultés en favorisant le rapprochement de la médecine chinoise et de la médecine moderne (que les Chinois appelle médecine occidentale). D'autre part, il a développé l’élevage des espèces chassées pour diminuer la pression sur les populations sauvages menacées d’extinction. Ainsi, la Trionyx de Chine, une tortue à carapace molle, dont la carapace est utilisée par la médecine chinoise, a connu un déclin des populations sauvages mettant en danger d’extinction l’espèce. Les autorités chinoises ont fait le choix d’investir dans de grandes stations d’élevage de tortues et d’inonder le marché tous les ans, de centaines de millions d’animaux d’élevage (300 millions de tortues par an, pour une valeur de 750 millions de dollars US selon le chercheur Shi Haitao et al., 2008).
Des tentatives pour garder en captivité des pangolins existent depuis 150 ans, mais avec une forte mortalité et très peu de réussite de reproduction. Les difficultés principales rencontrées sont la susceptibilité des pangolins à éprouver un fort stress et le problème de leur faire accepter une nourriture de substitution équilibrée à leur régime de fourmis et de termites.
Avec l’élévation rapide du niveau de vie depuis les dernières décennies, la demande très forte de yewei a fait grimper les prix et a stimulé un marché noir. Ce qu’un blogueur chinois exprime ainsi : sachant qu’un braconnier qui attrape un petit pangolin peut le vendre pour le prix de deux gros cochons gras, il va à son gain d’argent, ajouter un gain de temps, puisqu’élever des porcs demande une demi-année et attraper des pangolins demande une demi-journée (le 23/01/2020)[réf. nécessaire].
En 2004, Wu Shibao et Liu Naifa indiquaient « presque tous les pangolins destinés à l'alimentation et aux médicaments en Chine proviennent de la contrebande, et cette activité de contrebande n'est pas efficacement contrôlée ».

## Zoonose
Peu après le début de la pandémie de Covid-19, le coronavirus responsable, le SARS-CoV-2, a été séquencé et il a été montré qu’il était identique à 96 % à celui d’une chauve-souris. Deux semaines plus tard, il est montré qu’il est identique à 99 % avec le coronavirus d’un pangolin.
Des chauve-souris seraient le réservoir primaire, tandis que le pangolin, un animal vendu illégalement, serait un hôte intermédiaire avant l’homme.